# Liutaizi Manzu Xiang
Liutaizi Manzu Xiang (kinesiska: 刘台子满族乡, 刘台子) är en socken i Kina. Den ligger i provinsen Liaoning, i den nordöstra delen av landet, omkring 290 kilometer sydväst om provinshuvudstaden Shenyang. Antalet invånare är 13311. Befolkningen består av 6 532 kvinnor och 6 779 män. Barn under 15 år utgör 15,0 %, vuxna 15-64 år 73 %, och äldre över 65 år 10,0 %.
Genomsnittlig årsnederbörd är 839 millimeter. Den regnigaste månaden är juli, med i genomsnitt 216 mm nederbörd, och den torraste är december, med 11 mm nederbörd.